# Mélanie Burke
Pour les articles homonymes, voir Burke.
Melanie Burke née en 1980 à Wanganui est une triathlète et duathlète professionnelle  néo-zélandaise, championne du monde de duathlon longue distance en 2011. Elle pratique également le cyclisme et la course de fond.

## Biographie
Mélanie Burke commence le sport par la course à pied à l'âge de cinq ans  et continue cette pratique sportive durant sa jeunesse scolaire. À l'âge de 13 ans, elle apprend l’aviron et pratique ce sport pendant onze ans. Elle s'engage sérieusement dans la course de fond à partir de 24 ans et prend part à plusieurs marathons. Elle découvre à la même époque le cyclisme au travers d'un programme de détection de sportifs (BikeNZ) et participe à des courses nationales. C'est par la combinaison de deux sports qu'elle maitrise bien, qu'elle fait le choix de s'engager sur des duathlons et finit par remporter les championnats du monde longue distance en 2012. Après plusieurs années dans cette spécialité, elle décide d'apprendre à nager et s’inscrit dans des compétitions de  triathlon. Elle fait ses débuts sur longue distance et participe à plusieurs Ironman 70.3 et Ironman.
En 2014, pour sa première participation sur compétition Ironman, elle prend la troisième place de l'Ironman Australie, après être également montée sur la même marche lors de l'Ironman 70.3 d'Auckland en Nouvelle-Zélande, cette même année. Elle remporte un troisième succès en 2014 en prenant la seconde place de l'Ironman Cairns.

## Palmarès
Le tableau présente les résultats les plus significatifs (podium) obtenus sur le circuit international de duathlon et de triathlon.
| Année | Compétition           | Pays             | Position           | Temps           |
| ----- | --------------------- | ---------------- | ------------------ | --------------- |
| 2018  | Ironman Australie     | Australie        | Médaille d'argent  | 9 h 29 min 49 s |
| 2015  | Ironman Taupo         | Nouvelle-Zélande | Médaille de bronze | 9 h 41 min 51 s |
| 2014  | Ironman Cairns        | Australie        | Médaille d'argent  | 9 h 22 min 53 s |
| 2014  | Ironman Australie     | Australie        | Médaille de bronze | 9 h 32 min 53 s |
| 2014  | Ironman 70.3 Auckland | Nouvelle-Zélande | Médaille de bronze | Timing          |

| Année | Compétition                          | Pays             | Position      | Temps           |
| ----- | ------------------------------------ | ---------------- | ------------- | --------------- |
| 2012  | Powerman Duathlon                    | Suisse           | Médaille d'or | 7 h 11 min 43 s |
| 2012  | Championnat du monde longue distance | Suisse           | Médaille d'or | 7 h 11 min 43 s |
| 2012  | Championnat de Nouvelle-Zélande      | Nouvelle-Zélande | Médaille d'or | Timing          |
| 2011  | Championnat d’Océanie                | Nouvelle-Zélande | Médaille d'or | 2 h 12 min 6 s  |
| 2010  | Championnat de Nouvelle-Zélande      | Nouvelle-Zélande | Médaille d'or | Timing          |
| 2010  | Championnat d’Océanie                | Nouvelle-Zélande | Médaille d'or | 2 h 7 min 2 s   |
| 2009  | Championnat de Nouvelle-Zélande      | Nouvelle-Zélande | Médaille d'or | Timing          |
| 2009  | Championnat d’Océanie                | Nouvelle-Zélande | Médaille d'or | 2 h 3 min 35 s  |